# Emanuel Swedenborgs arkiv
Emanuel Swedenborgs arkiv är ett privatarkiv som består av 110 fysiska volymer av både tryckt och handskrivet material. Vissa volymer är sedan Swedenborgs tid och andra är sammansatta senare. Arkivet utsågs år 2005 av Unesco till världsminne och finns idag bevarat på Centrum för Vetenskapshistoria på Kungliga vetenskapsakademien.